# Мязин, Андрей Александрович
Андре́й Алекса́ндрович Мя́зин (27 октября 1987, Куйбышев) — российский футболист, нападающий.

## Карьера
С 6 лет в Самаре начал заниматься футболом в спортивной школе «Локомотив-Самара». Когда Мязину было 14 лет, Сергей Борисов, который тогда был тренером команды 1987 г.р., позвал его в волгоградскую «Олимпию». Сначала играл в первенстве области, а в 2004 году уже за основную команду во втором дивизионе. В 2008 году был приглашён на сбор подольского «Витязя», с которым подписал контракт. В феврале 2011 года прошёл полноценный учебно-тренировный сбор с самарским клубом «Крылья Советов», но из-за сильной конкуренции в линии нападения контракт не подписал и приехал на сбор клуба «Волгарь», который тогда возглавлял Лев Иванов, известный Мязину по «Олимпии». Пройдя сбор, подписал контракт. Перед сезоном 2012/2013 заключил годичный контракт с клубом «Петротрест» СПб. В составе команды с 14 мячами стал одним из лучших бомбардиров ФНЛ в сезоне.
Перед сезоном 2013/14 перешёл в клуб «Уфа». В конце февраля 2014 года на правах аренды до конца сезона перешёл в «Ротор». В январе 2016 года перешёл в «Торпедо» (Армавир). В мае 2017 года получил шестимесячную дисквалификацию за удар судьи. В июне 2017 года подписал контракт с клубом «Луч-Энергия».
В первой половине 2019 года играл в высшем дивизионе Литвы за клуб «Паланга».

## Достижения
- Победитель зоны «Юг» Второго дивизиона: 2018/19
- Серебряный призёр зоны «Юг» Второго дивизиона: 2016/17

## Статистика
| Клуб                | Сезон            | Чемпионат        | Чемпионат | Чемпионат | Кубок | Кубок | Итого | Итого |
| Клуб                | Сезон            | Уров.            | Игры      | Голы      | Игры  | Голы  | Игры  | Голы  |
| ------------------- | ---------------- | ---------------- | --------- | --------- | ----- | ----- | ----- | ----- |
| Олимпия (Волгоград) | 2004             | III              | 4         | 0         | ?     | 0     | 4*    | 0     |
| Олимпия (Волгоград) | 2005             | III              | 0         | 0         | ?     | 0     | 0*    | 0     |
| Олимпия (Волгоград) | 2006             | III              | 29        | 8         | 4     | 1     | 33    | 9     |
| Олимпия (Волгоград) | 2007             | III              | 15        | 4         | 2     | 0     | 17    | 4     |
| Олимпия (Волгоград) | Итого            | Итого            | 48        | 12        | 6*    | 1     | 54*   | 13    |
| Витязь (Подольск)   | 2008             | II               | 15        | 1         | 2     | 3     | 17    | 4     |
| Витязь (Подольск)   | 2009             | II               | 21        | 0         | 1     | 0     | 22    | 0     |
| Витязь (Подольск)   | 2010             | III              | 27        | 19        | 1     | 0     | 28    | 19    |
| Витязь (Подольск)   | Итого            | Итого            | 63        | 20        | 4     | 3     | 67    | 23    |
| Волгарь-Газпром     | 2011/12          | II               | 39        | 5         | 2     | 0     | 41    | 5     |
| Петротрест          | 2012/13          | II               | 31        | 14        | 0     | 0     | 31    | 14    |
| Уфа                 | 2013/14          | II               | 17        | 1         | 1     | 0     | 18    | 1     |
| Ротор               | 2013/14          | II               | 10        | 1         | 0     | 0     | 10    | 1     |
| Луч-Энергия         | 2014/15          | II               | 32        | 10        | 2     | 0     | 34    | 10    |
| Шинник              | 2015/16          | II               | 0         | 0         | 0     | 0     | 0     | 0     |
| Всего за карьеру    | Всего за карьеру | Всего за карьеру | 240       | 63        | 15*   | 4     | 255*  | 67    |

Примечание: знаком * отмечены ячейки, данные в которых возможно больше указанных.